# Hydrotaea capensis
Hydrotaea capensis är en tvåvingeart som först beskrevs av Christian Rudolph Wilhelm Wiedemann 1818.  Hydrotaea capensis ingår i släktet Hydrotaea, och familjen husflugor. Arten är reproducerande i Sverige.